# 搁船尖
搁船尖，又名福船山、福泉山、光明顶，位于中国安徽省黄山市歙县金川乡金川村中坑组，毗邻浙江临安、淳安两县，是天目山余脉白际山的最高峰，海拔1481米，已开辟为一处国家3A级旅游景区。搁船尖拥有千亩高山草甸，已成为受欢迎的户外露营地之一。景区拥有奇特的天然喀斯特石门群（十门九不锁），多流泉飞瀑，奇峰怪石，可以欣赏到日出、云海、星河。